# 黃明明
黃明明，國立台灣大學圖書資訊學系學士、國立政治大學新聞研究所碩士、倫敦政經學院國際關係碩士，台灣公廣集團公共電視台（TBS-PTS）新聞主播，曾任《公視晚間新聞》當家主播，現任《新聞全球話》製作人兼主持人。

## 經歷
- 聯合報國際新聞、國內要聞版主編
- 台灣電視公司新聞部黨政記者、《午安您好台視新聞》主播、《台視新聞世界報導》主播
- 東森電視新聞部主播、製作人
- 三立電視新聞部採訪中心副主任
- 八大電視主播、新聞部採訪中心副主任
- 公共電視台《公視晚間新聞》製作人
- 公共電視台《面對國家》製作人

## 現任
- 公視主頻《8點新世界》製作人兼主持人

## 曾主播或主持的節目
| 時間                        | 頻道         | 節目                  | 備註 |
|                             | 台灣電視公司 | 《午安您好 台視新聞》 |      |
|                             | 台灣電視公司 | 《台視新聞世界報導》  |      |
|                             | 公共電視台   | 《公視晚間新聞》      |      |
|                             | 公共電視台   | 《五都市長專訪》      |      |
|                             | 公共電視台   | 《獨立特派員》        |      |
| 2017年7月31日-2025年6月27日 | 公共電視台   | 《新聞全球話》        |      |
| 2025年6月30日-至今          | 公共電視台   | 《8點新世界》         |      |

## 外部連結
- 黃明明的X（前Twitter）